# 人環樓

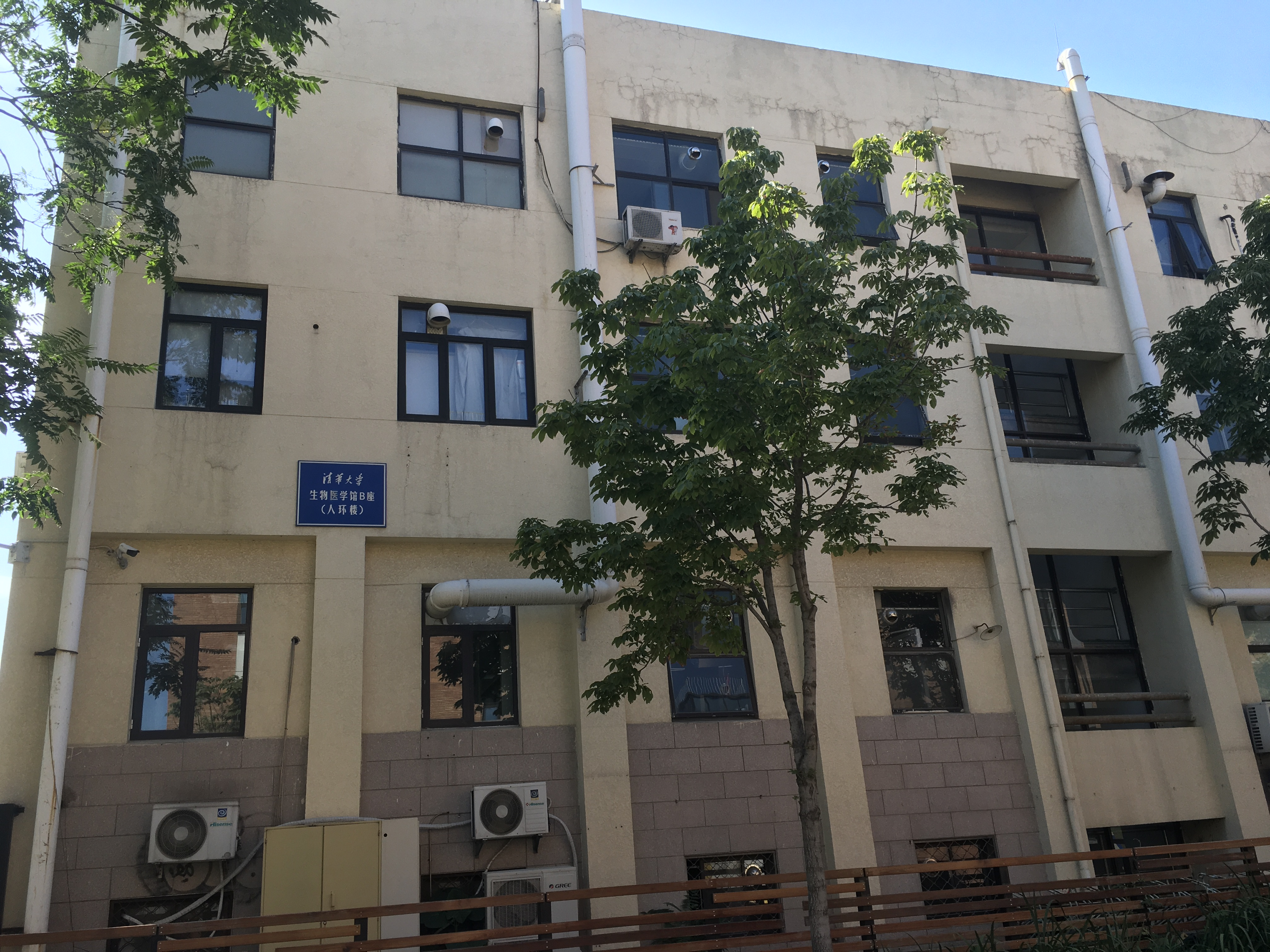
人環樓

人環樓（Artifical Environment Building），又稱為生物醫學館B座是清華大學生命科學學院的科研樓。位於化學館北邊，靠近清華西北門，曾經作為同方集團的前身「清華人環公司」的辦公室。